# Nancy Pickard

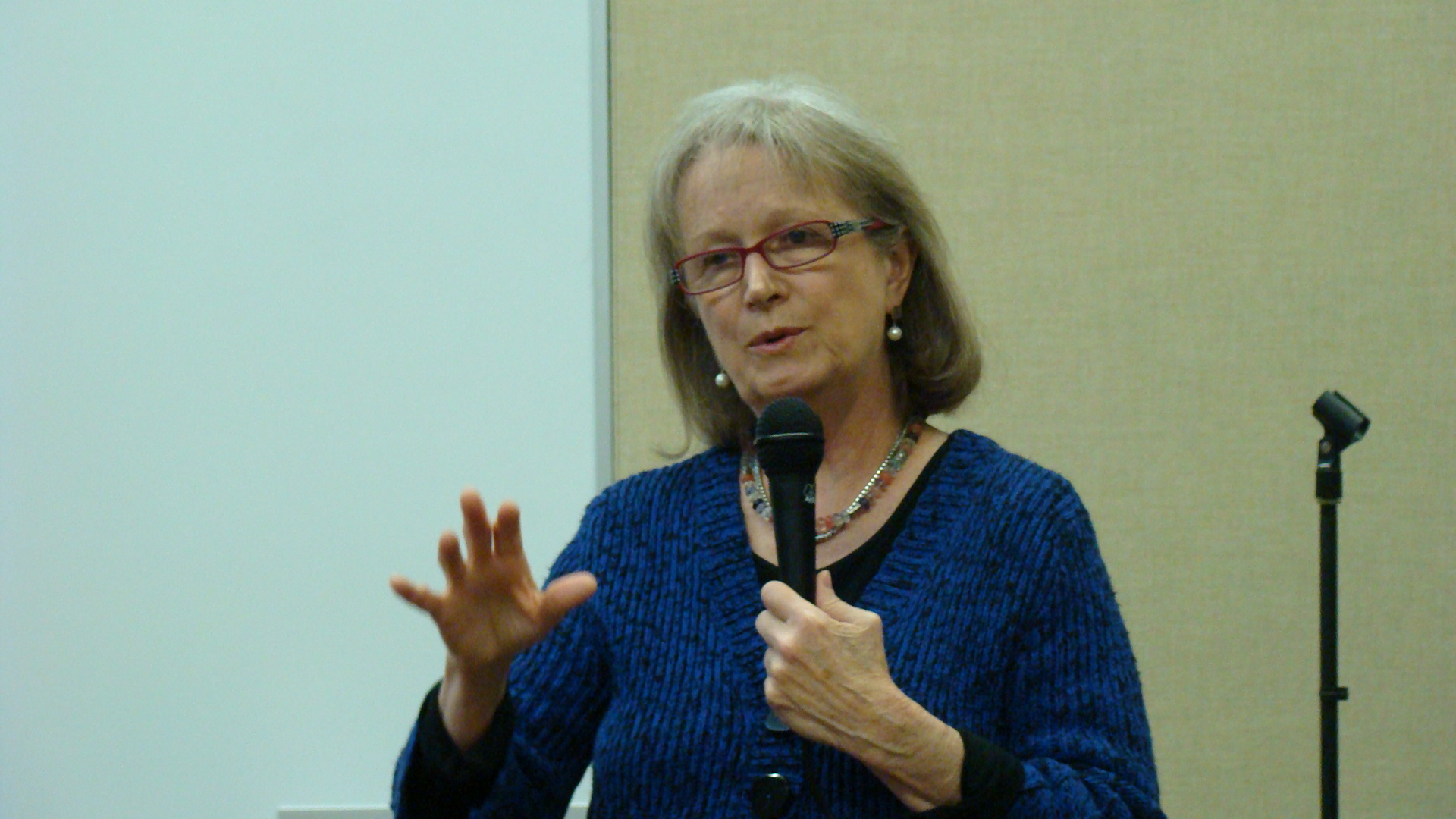
Nancy Pickard

Nancy Pickard (* 1945) ist eine US-amerikanische Krimiautorin.
Sie studierte Journalismus an der University of Missouri in Columbia. Nach dem Studium arbeitete sie als Reporterin und Herausgeberin. Seit 1980 veröffentlicht sie Kriminalromane.

## Auszeichnungen
- 1988: Macavity Award für den Roman Marriage Is Murder
- 1988: Anthony Award für den Roman Say No to Murder
- 1990: Agatha Award für den Roman Bum Steer
- 1990: Agatha Award für die Kurzgeschichte Out of Africa
- 1990: Anthony Award für die Kurzgeschichte Afraid All the Time
- 1990: Macavity Award für die Kurzgeschichte Afraid All the Time
- 1991: Agatha Award für den Roman I.O.U.
- 1991: Macavity Award für die Kurzgeschichte Afraid All the Time
- 1991: Shamus Award für die Kurzgeschichte Dust Devil
- 1992: Macavity Award für den Roman I.O.U.
- 2006: Agatha Award für den Roman The Virgin of Small Plains (dt. Schneeblüte)
- 2018: Malice Domestic Award for Lifetime Achievement

## Werke

### Jenny-Cain-Serie
- Generous Death
- Say No to Murder
- No Body
- Marriage Is Murder
- Dead Crazy
- Bum Steer
- I.O.U. (dt. Alles andere als ein Unfall)
- But I Wouldn’t Want to Die There (dt. Aber sterben will ich da nicht)
- Confession
- Twilight

### Eugenia-Potter-Serie
- The 27-Ingredient Chili Con Carne Murders (zusammen mit Virginia Rich)
- The Blue Corn Murders
- The Secret Ingredient Murders

### Marie-Lightfoot-Serie
- The Whole Truth
- Ring of Truth
- The Truth Hurts

### Einzelromane
- Naked Came the Phoenix
- The Virgin of the Small Plains (dt. Schneeblüte)

### Sachbuch
- Seven Steps on the Writer’s Path